# Ganglion spinal
Ganglionul spinal sau ganglionul spinal senzitiv (Ganglion spinale), ganglionul rahidian, numit în prezent după Terminologia Anatomica (TA) ganglionul senzitiv al nervului spinal (Ganglion sensorium nervi spinalis), este o dilatare sferica sau ovalara situată pe porțiunea distală a rădăcinii dorsale (posterioare) a nervului spinal, la intrarea sau în interiorul orificiul intervertebral. Acest ganglion este format din corpul neuronilor senzoriali pseudounipolari, unipolari care își vor trimite dendritele spre periferie (receptori), iar axonii spre măduva spinării, ca o componentă a rădăcinii posterioare senzoriale. În măduva spinării acești axoni vor constitui fibrele radiculare exogene.